# Жерар Пірес
Жера́р Піре́с (фр. Gérard Pirès; нар. 31 серпня 1942, Париж) — французький режисер та сценарист. Відомий завдяки фільму «Таксі», що був номінований на премію «Сезар».
У 1970-х роках був режисером багатьох французьких комедій. Його комедії поділять на легкі комедії та чорні комедії. У 1980-х роках займався рекламними фільмами (випустив близько 400 фільмів).

## Фільмографія
- 1968: Erotissimo
- 1971: Fantasia chez les ploucs
- 1975: Агресія / L'agression
- 1976: Attention les yeux!
- 1976: L'ordinateur des pompes funèbres
- 1980: L'entourloupe
- 1998: Таксі
- 2002: Riders
- 2004: Double zéro
- 2005: Лицарі неба